# Słotowa
Słotowa – wieś w Polsce, położona w województwie podkarpackim, w powiecie dębickim, w gminie Pilzno.
W latach 1975–1998 wieś administracyjnie należała do województwa tarnowskiego.
Wieś jest siedzibą rzymskokatolickiej parafii Najświętszej Maryi Panny Królowej Polski należącej do dekanatu Pilzno w diecezji tarnowskiej.
Złotowa była wsią królewską starostwa niegrodowego pilzneńskiego w województwie sandomierskim w 1629 roku.

## Integralne części wsi
| SIMC    | Nazwa      | Rodzaj    |
| ------- | ---------- | --------- |
| 0826421 | Berdychów  | część wsi |
| 0826438 | Podbudynie | część wsi |
| 0826444 | Sołtystwo  | część wsi |
| 0826450 | Za Górą    | część wsi |
| 0826467 | Zagumnie   | część wsi |

## Zabytki
- Cmentarz wojenny nr 235 - Słotowa

We wsi znajduje się zabytkowa kapliczka, która została wzniesiona z kamienia i cegły w 1720 roku. Fundatorką była Anna Złocka, żona ówczesnego właściciela dworu słotowskiego – wybudowała ją jako wotum dziękczynne za spełnienie modłów o urodzenie dziecka.
Pisze na ten temat Józefa Łazowska:
„Pani Złocka z Witwickich mając syna straconego przez stronników Sasa a będąc w leciach 40. strwożoną się być czuła, że chrana ojczyźnie nie urodzi. O świtaniu widywana była u krzyża, gdzie zabili jej 18 lat mającego syna i ciało unieśli w nieznane. Opłakująca ją z dobrego serca kmiotka Rdzaczyna wprosiła się z radą, by u Matki Boskiej od Czystych Wód ratunku szukała, która wedle jej dworu, nad paryją wodną od wieków była umieszczona. Ona wtedy dłubaczowi słotowskiemu Bartłomiejowi Nowakowi kazała wyrzeźbić od nowa ową figurę i do niej o świtaniu chodziła, prosząc, aby narościło się jej łono jeszcze jednego syna na świadka losu rodziny i obrońcę kraju, chociaż jest w leciach. Gdy zbrzemieniała z wdzięczności kapliczkę ufundowała i w niej Matkę Boska od Czystych Wód umieściła. Uproszonym był u niej Karol, urodzony w 1720 roku, ożeniony z Zofią z Trzecieckich gawrzyłowskich. Z córka Karola – Zofia ożenił się Giżycki z Mazowsza ścigany przez saskich pachołków za wierność królowi Leszczyńskiemu. On przywiózł z sobą talizman narodowych nadziei – statuetkę Matki Boskiej Skępskiej Patronki Mazowsza. Statuetkę te umierająca Giżycka ofiarowała Jakubowi Rybie, który ją z kolei przekazał synom. Statuetka znajduje się w zbiorach Jana Wojnarowskiego."
Z dalszej części tego rękopisu wynika, że w 1809 roku Austriacy mszcząc się za ukrywanie powstańców, zabrali zgromadzone przez ludność zboże. Spowodowało to głód. Wówczas obnoszono figurę Matki Boskiej od Czystych Wód po polach. W rezultacie tatarka i rzepa tak obrodziły w jesieni, że uratowały ludzi od głodu. Nic dziwnego, że do kaplicy przyjeżdżały z okolicznych dworów i modliły się przed figurą Matki Boskiej wdowy i panny z Budynia, Dulczówki, Łęk, Dzwonowej i Strzegocic.
Tekst ten dowodzi, że zarówno kaplica, jak i umieszczona w niej figura były przez długie lata otoczone kultem. Według pamięci Kazimierza Wojnarowskiego i Józefa Papiernika jeszcze w roku 1910 kobiety lubeckie paliły świece i modliły się przed figurą Matki Boskiej w kapliczce. Kult ten trwa do dziś.